# Archboldomys
Archboldomys é um gênero de roedores da família Muridae.

## Espécies
- Archboldomys kalinga Balete, Rickart & Heaney, 2006
- Archboldomys luzonensis Musser, 1982

Além destas, Soricomys musseri anteriormente era considerada uma espécie pertencente a este gênero. Sua combinação original, Archboldomys musseri, foi descrita por Rickart, Heaney, Tabaranza & Balete, em 1998.